# باكومان
باكومان (باليابانية: バクマン。، بالروماجي: Bakuman) هي سلسلة مانغا يابانية من تأليف تسوغومي أوبا ورسم تاكيشي أوباتا، اقتبست إلى أنمي تلفزيوني من إنتاج استوديو جاي سي ستاف، عرض الأنمي في 2 أكتوبر عام 2010 واستمر عرضه حتى 30 مارس عام 2013، وتكون من 75 حلقة.

## القصة
تدور أحداث القصة عن ماشيرو وتاكاجي اللذان أصبحا مانغاكا (رسامي مانجا) في سبيل تحقيق وعد موراتاكا ماشيرو لصديقته كي يتمكن من الزواج بها عندما يصبح لديه سلسلة مانغا أسبوعية وتتحول إلى أنمي تؤدي فيه صديقته أزوكي دور البطلة وعليه يخوضون في صعوبات وتحديات عمل الرسامين والمؤلفين الصعبة بأمل تحقيق طموحهم.

## وصلات خارجية
- باكومان على موقع فيلمافينيتي (الإسبانية)
- باكومان على موقع ANN manga (الإنجليزية)